# Заполье (бывшая Красногорская волость, Вязьевская волость)
Запо́лье — деревня в Дедовичском районе Псковской области России. Входит в состав Вязьевской волости Дедовичского района.
Расположена в центре района, в 5 км к западу от райцентра Дедовичи, на реке Шелонь.

## Население
Численность населения деревни по оценке на 2000 год составляла 30 жителей.

## История
До 3 июня 2010 года деревня была в составе ныне упразднённой Красногорской волости Дедовичского района.